# Alexander Petersson
Alexander Petersson, let. Aleksandrs Pētersons (Riga, Latvija, 2. srpnja 1980.) je islandski rukometaš latvijskog podrijetla. Petersson igra na poziciji desnog krila te trenutno nastupa za njemački Rhein-Neckar Löwen.
2010. je na temelju glasovanja proglašen islandskim sportašem godine.

## Karijera
Do 1998. Alexander Petersson je igrao u rodnoj Rigi nakon čega prelazi u islandski klub Grotta KR gdje ostaje do 2003. Nakon toga odlazi u njemačku Bundesligu gdje je igrao za HSG Düsseldorf, TV Großwallstadt, SG Flensburg-Handewitt i Füchse Berlin.
Početkom nove sezone 2012./13. Petersson postaje igrač Rhein-Neckar Löwena.
Nakon nastupa u latvijskoj reprezentaciji za koju je odigrao 134 utakmice, Petersson je igrao za Island nakon što je 2004. dobio islandsko državljanstvo. Među najveće uspjehe ubrajaju se olimpijsko srebro (Peking 2008.) te bronca na europskom prvenstvu (Austrija 2010.).